# Paul Drumm
Paul Drumm est un poète alsacien, né à Mulhouse le 17 octobre 1876 et mort à Mulhouse le 19 juillet 1960.

## Biographie
Paul Drumm naît en 1876 à Mulhouse, dans la rue des Franciscains où son père, Daniel Drumm, d'origine allemande et né à Karlsruhe, possède un atelier d'ébéniste-sculpteur sur bois. Le jeune Paul commence à écrire des poésies à l'âge de 14 ans, mais prend la même direction que son père lorsqu'il quitte l'école primaire. Par la suite, établi à son compte, il devient aussi marchand de meubles, comme son frère Émile. Il se marie en 1901.
Il a servi dans l'armée allemande durant la grande guerre, et bien que parlant peu le français, ne cache pas ses sentiments francophiles pendant la Seconde Guerre mondiale, si bien qu'il est arrêté par la Gestapo et expulsé d'Alsace le 13 décembre 1940. Avec son épouse, il se réfugie en Lot-et-Garonne. D'abord à Villeneuve-sur-Lot, rue de Paris, puis, en mars 1941, il s'installe à Penne-d'Agenais où il reste quatre années. Pendant cette période, il écrit quelques poèmes en dialecte : Gedichte in Mülhauser Mundart.
À son retour en Alsace, en mai 1945, il se fixe à Richwiller et se consacre entièrement à la littérature. De plus, il travaille à l'assouplissement du dialecte mulhousien, dialecte spécifique qui relève du haut-allemand, transmis oralement et enrichi par la langue française.
Le 1er octobre 1955, la Washington International Academy le fait Docteur honoris causa en poésie.
La ville de Mulhouse lui a rendu hommage lors de soirées littéraires organisées en 1976 et 1997.

## Œuvre
Éditorialiste au Journal des ménagères pendant 50 ans, il y publie nombre de ses poésies. D'autres furent portées à la connaissance du public par le biais du journal L'Alsace. Bien qu'entièrement autodidacte, il atteint une bonne maîtrise de la forme littéraire, tant en dialecte qu'en allemand. Son travail en dialecte mulhousien révèle toutes ses vertus poétiques et métaphoriques de celui-ci, sa verdeur et son impertinence.
Son fils unique Paul-Lucien a rassemblé ses écrits : 105 poésies en dialecte, 123 en allemand, treize chansons alsaciennes et deux en français. Paul Drumm fait partie des rares auteurs ayant écrit dans les trois langues. Outre ses poèmes, il a aussi laissé quelques romans dans lesquels il fait preuve d'un don perspicace d'observation des grandeurs et petitesses de la nature humaine.
Toute son œuvre, éditée ou non, se trouve à la bibliothèque de Mulhouse. Paul Drumm l'avait léguée à sa ville avant de mourir, à l'âge de 84 ans. Son œuvre littéraire lui a valu de nombreuses distinctions, la plus prestigieuse étant le titre de Doctor honoris causa de l'Académie de Washington, un titre qu'il est le seul poète alsacien à avoir obtenu. Mais Paul Drumm était aussi maître titulaire des jeux Florimontains, prix d'excellence et médaille de bronze de cette académie, médaille d'or de la Renaissance française.

## Œuvres
- Alsace Humor Ernst in Versen, Rugé Frères, Mulhouse, 1930. Poésies et proses en dialecte et allemand.
- Die zwei Opfer und andere Novellen, Rugé Frères, Mulhouse, 1937.
- Von der Ill zum Lot ins Exil, Rugé Frères, Mulhouse, 1946. Récit et poésies en français et allemand.
- Glucklicher Fehltritt, Rugé Frères, Mulhouse, 1948. Roman en allemand.